# Illinois State Route 203
Die Illinois State Route 203 (kurz IL 203) ist eine State Route im US-Bundesstaat Illinois, die in Nord-Süd-Richtung verläuft.
Die State Route beginnt in der Collinsville Road in Fairmont City und endet nach 15 Kilometern in Pontoon Beach an der Interstate 270.

## Verlauf
Etwa 500 Meter nach der Collinsville Road trifft die Straße auf die Trasse der Interstates 55 und 70 sowie des U.S. Highways 40. Die State Route passiert im Westen den Gateway International Raceway und verläuft anschließend in nördlicher Richtung und ab Madison in Richtung Nordosten. Im Süden von Granite City zweigt die Illinois State Route 162. Nachdem die IL 203 westlich am Southwestern Illinois College vorbeigeführt hat, endet sie an der I-270.

## Geschichte
Zwischen 1926 und 1930 gehörte der Abschnitt zwischen Granite City und der heutigen Interstate 270 zur Route 66. Des Weiteren war die Strecke der Illinois State Route 203 bis 1964 ein Abschnitt der Illinois State Route 3. Die IL 203 verlief ursprünglich bis Hartford, wurde aber einige Jahre später bis zur I-270 verkürzt.